# Рёмскуг
Рёмскуг (норв. Rømskog) — коммуна в губернии Эстфолл в Норвегии. Административный центр коммуны — город Рёмскуг. Официальный язык коммуны — букмол. Население коммуны на 2007 год составляло 649 чел. Площадь коммуны Рёмскуг — 183,13 км², код-идентификатор — 0121.

## История населения коммуны
Население коммуны за последние 60 лет.

Статистика коммуны Рёмскуг